# Isoloma guerinianum
Isoloma guerinianum là một loài thực vật có mạch trong họ Dennstaedtiaceae. Loài này được (Gaudich.) Fée miêu tả khoa học đầu tiên năm 1852.